# Jugendschutzgesetz (Deutschland)
Das deutsche Jugendschutzgesetz (JuSchG) ist ein Bundesgesetz zum Schutze von Kindern und Jugendlichen (Minderjährige) in der Öffentlichkeit und im Bereich der Medien.

## Geschichte
In der Bundesrepublik Deutschland wurde am 4. Dezember 1951 das Gesetz zum Schutze der Jugend in der Öffentlichkeit (JÖSchG) (BGBl. I S. 936) erlassen, das am 6. Januar 1952 in Kraft trat. Das JÖSchG wurde mehrfach geändert und neu gefasst. Es ging 2003 zusammen mit dem Gesetz über die Verbreitung jugendgefährdender Schriften und Medieninhalte (GjSM) im neuen Jugendschutzgesetz (JuSchG) des Bundes auf, das gleichzeitig mit dem Jugendmedienschutz-Staatsvertrag der Länder in Kraft trat (§ 30 JuSchG).
Ein Vorläufer des JÖSchG war unter anderem das nach dem Zweiten Weltkrieg aufgehobene Lichtspielgesetz von 1920, das die öffentliche Vorführung von Filmen erst nach der Überprüfung durch zentrale Prüfstellen erlaubte. Die wegen der Strafandrohungen gegen Jugendliche umstrittene Polizeiverordnung zum Schutze der Jugend vom 10. Juni 1943 (RGBl. I S. 349), die unter anderem Ausgangsbeschränkungen enthielt, wurde erst durch das JÖSchG aufgehoben und floss in Teilen in die neuformulierten Regelungen ein. Ein anderer Vorläufer war das Gesetz zur Bewahrung der Jugend vor Schund- und Schmutzschriften 1926.

## Regelungen

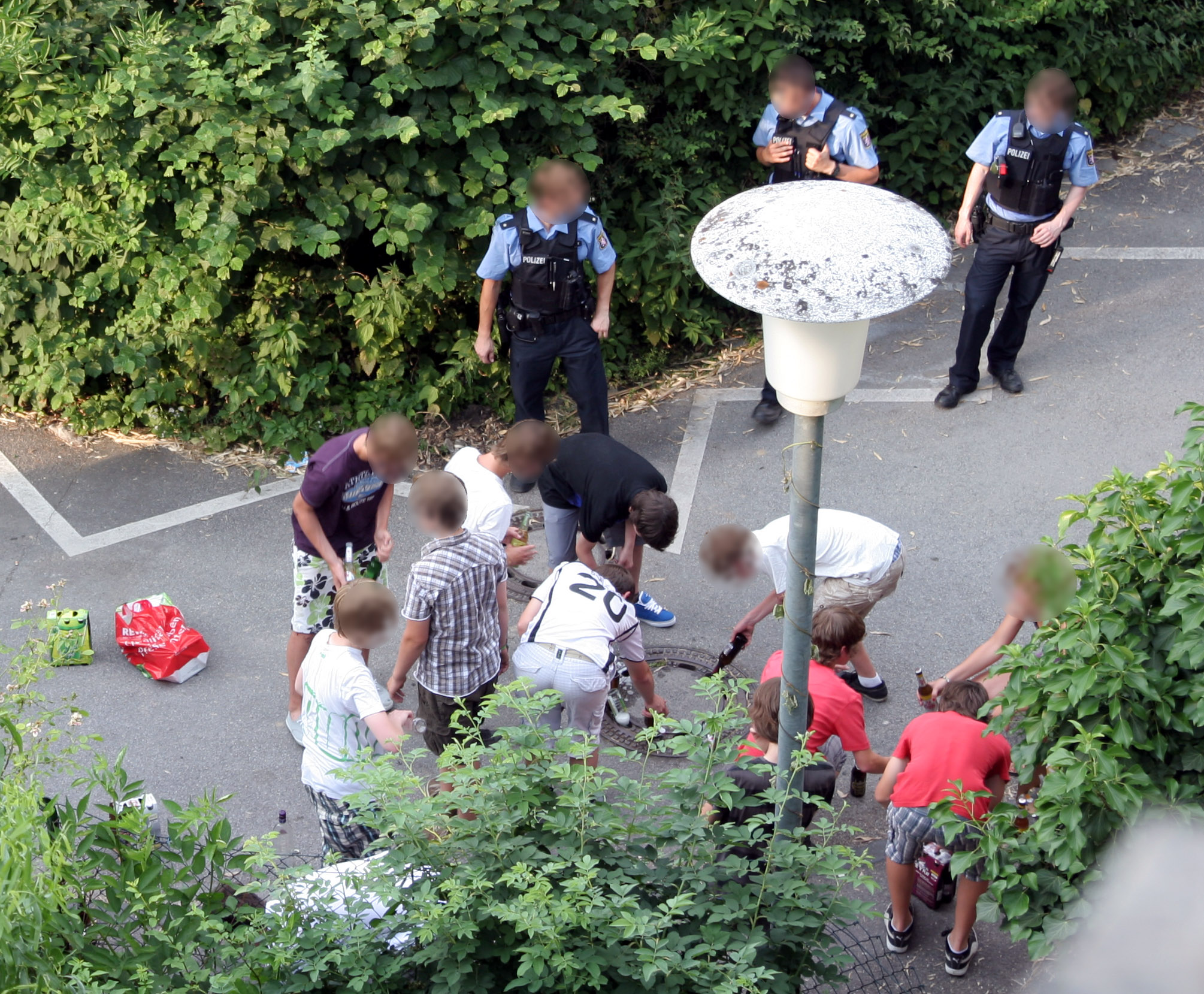
Ein Polizeieinsatz im Rahmen des Jugendschutzgesetzes: Jugendliche müssen alkoholische Getränke in die Kanalisation entsorgen.

Das JuSchG regelt unter anderem in Bezug auf Minderjährige:
- Aufenthalt an öffentlichen Orten wie Gaststätten, Spielhallen, Filmtheatern oder Tanzveranstaltungen (Diskothek)
- Verzehr und Abgabe von alkoholischen Getränken und Tabakwaren in der Öffentlichkeit
- Verkauf und anderweitiges Zugänglichmachen von Filmen und Computer-/Videospielen in der Öffentlichkeit
- Zuständigkeiten der Jugendschutz-Organisationen Freiwillige Selbstkontrolle der Filmwirtschaft (FSK) und Unterhaltungssoftware Selbstkontrolle (USK)
- Tätigkeit der Bundesprüfstelle für jugendgefährdende Medien, insbesondere das Instrument der Indizierung von Medieninhalten

## Anwendungsbereich
Im Sinne des Jugendschutzgesetzes sind Kinder Personen, die noch nicht 14 Jahre alt sind. Jugendliche sind Personen, die 14 Jahre oder älter, aber noch nicht 18 Jahre alt sind (§ 1 JuSchG).

## Neufassung 23. Juli 2002
Das Jugendschutzgesetz wurde mit Wirkung zum 1. April 2003 neu gefasst (die Neufassung wurde im Juli 2002, drei Monate nach dem Amoklauf von Erfurt, verabschiedet), gleichzeitig trat der Jugendmedienschutz-Staatsvertrag (JMStV) in Kraft. Während das JuSchG im Wesentlichen dem Jugendschutz in der Öffentlichkeit und Verbreitungsbeschränkungen bei jugendgefährdenden Trägermedien (Printmedien, Videos, CD-ROMs, DVDs und so weiter) regelt, werden im JMStV die Bestimmungen zu Rundfunk und sogenannten Telemedien behandelt. Grund für diese Zweiteilung ist die unterschiedliche Gesetzgebungskompetenz der Länder und des Bundes. Mit dem neuen Jugendschutzrecht wurden verstreute Vorschriften, wie Jugendschutzbestimmungen in Rundfunkstaatsvertrag (RStV) und Mediendienstestaatsvertrag (MDStV), gebündelt. Insbesondere ging dabei auch der Regelungsgehalt des Gesetzes über die Verbreitung jugendgefährdender Schriften und Medieninhalte (GjSM), zuletzt bekanntgemacht am 12. Juli 1985 (BGBl. I S. 1502), im Jugendschutzgesetz auf.
Eine Neuerung ist, dass in beiden Gesetzen bestimmte Inhalte benannt wurden, die auch ohne Indizierung oder Altersfreigabebeschränkung nicht verbreitet werden dürfen (allerdings für Telemedien in einem anderen Ausmaß als für Trägermedien, auch sind die Folgen bei Verstößen unterschiedlich). Diese Inhalte sind „den Krieg verherrlichende Trägermedien“ (§ 15 Absatz 2 Nr. 2 JuSchG), Medien, die „Kinder und Jugendliche in unnatürlich geschlechtsbetonter Körperhaltung darstellen“ (§ 15 Absatz 2 Nr. 4 JuSchG) und Medieninhalte, die „Menschen, die sterben oder schweren seelischen Leiden ausgesetzt sind oder waren, in einer die Menschenwürde verletzenden Weise darstellen und ein tatsächliches Geschehen wiedergeben, ohne dass ein überwiegendes berechtigtes Interesse gerade an dieser Form der Berichterstattung vorliegt“ (§ 15 Abs. 2 Nr. 3 JuSchG und § 4 Abs. 1 S. 1 Nr. 8 JMStV).
Außerdem wurde das Gesetz unter anderem in Bezug auf Computer- und Videospiele geändert. Spiele müssen nun, wenn sie an Minderjährige verkauft werden sollen, der USK vorgelegt werden. Diese bestimmt in einem Prüfverfahren eine Altersbeschränkung für Spiele, die dann auf dem Produkt deutlich sichtbar gekennzeichnet werden muss und verbindlich gilt (ähnlich wie schon jahrelang zuvor für Filme die Kennzeichnung durch die FSK gegolten hat). Vor der Gesetzesnovellierung waren die USK-Kennzeichnungen freiwillig und rein informativ. Alle USK-Kennzeichnungen (auch die vor dem 1. April 2003) sind nun verbindlich.
Von der USK gekennzeichnete Spiele können nicht mehr durch die BPjM indiziert werden – die bestehenden Indizierungen gelten allerdings weiterhin. Das erregte Aufsehen, da die BPjM kurz vor Inkrafttreten des neuen JuSchG die Spiele Unreal Tournament 2003 und Command & Conquer: Generals indizierte, obwohl diese von der USK die damals noch freiwillige Altersangabe „ab 16“ bekamen. Um die Indizierungen zu umgehen, veröffentlichten die Spielehersteller nach der Gesetzesnovelle deutsche Versionen der Spiele, die dann von der USK mit „ab 16“ bewertet wurden und nicht indiziert werden durften.
Das Verbot zur Aufstellung von Bildschirm-Unterhaltungsspielgeräten ohne Gewinnmöglichkeit (sogenannte Arcade-Automaten) wurde dahingehend gelockert, dass von der USK mit „ab 6“ eingestufte Geräte wieder an öffentlich zugänglichen Verkehrsflächen aufgestellt werden dürfen.
Eine weitere Neuerung ist, dass Filme, die von der FSK ab 12 Jahren freigegeben wurden, nun auch von Kindern ab 6 Jahren im Kino angesehen werden dürfen, sofern diese in Begleitung eines Erziehungsberechtigten sind.
Mit der Strafvorschrift des § 27 JuSchG, der die Weitergabe von jugendgefährdenden Medien oder auch das Anbieten unter Strafe stellt, ist das Jugendschutzgesetz Teil des Nebenstrafrechts.

## Änderung zum 1. September 2007
Durch Artikel 3 des Gesetzes zum Schutz vor den Gefahren des Passivrauchens vom 20. Juli 2007 (BGBl. I S. 1595) wurden § 28 Abs. 1 Nr. 12 JuSchG und § 10 Abs. 1 JuSchG neu gefasst. Die Abgabe von Tabakwaren an Jugendliche und der Konsum in der Öffentlichkeit wurde generell verboten. Die bisherige Altersgrenze von 16 Jahren ist weggefallen.
Zum 1. Januar 2009 wurde § 10 Abs. 2 JuSchG, der die Anforderungen an Verkaufsautomaten für Tabakwaren regelt, geändert (so Art. 7 Abs. 3 des Änderungsgesetzes). Damit endete die Frist zum Umbau solcher Automaten am 1. Januar 2009.

## Änderung zum 1. Juli 2008
Nach längerer Debatte wurde mit Wirkung zum 1. Juli 2008 die Kennzeichnung von Trägermedien weiter verschärft und ein sogenanntes Killerspielverbot eingeführt. Medien, die „besonders realistische, grausame und reißerische Darstellungen selbstzweckbehafteter Gewalt beinhalten, die das Geschehen beherrschen“ (§ 15 Abs. 2 Nr. 3a), gelten nach der neuen Gesetzeslage automatisch (d. h. auch ohne ein Tätigwerden der BPjM) als „schwer jugendgefährdend“, mit der Folge, dass sie unter anderem nicht an allgemein zugänglichen Verkaufsstellen oder im Versandhandel angeboten und nicht öffentlich beworben werden dürfen.
Darüber hinaus wurde die BPjM ermächtigt, in die Liste jugendgefährdender Medien auch solche Medien aufzunehmen (mit den gleichen genannten Rechtsfolgen), die (§ 18 Abs. 1 Nr. 1)
1. Gewalthandlungen wie Mord- und Metzelszenen selbstzweckhaft und detailliert darstellen oder
2. Selbstjustiz als einzig bewährtes Mittel zur Durchsetzung der vermeintlichen Gerechtigkeit nahelegen.

## Änderung zum 1. Januar 2009
Mit Wirkung zum 1. Januar 2009 trat folgende Änderung in Kraft:
§ 10 Rauchen in der Öffentlichkeit, Tabakwaren
(1) In Gaststätten, Verkaufsstellen oder sonst in der Öffentlichkeit dürfen Tabakwaren an Kinder oder Jugendliche weder abgegeben noch darf ihnen das Rauchen gestattet werden.
(2) In der Öffentlichkeit dürfen Tabakwaren nicht in Automaten angeboten werden. Dies gilt nicht, wenn ein Automat
1. an einem Kindern und Jugendlichen unzugänglichen Ort aufgestellt ist oder
2. durch technische Vorrichtungen oder durch ständige Aufsicht sichergestellt ist, dass Kinder und Jugendliche Tabakwaren nicht entnehmen können.

## Änderung zum 3. März 2016
Durch das „Gesetz zum Schutz von Kindern und Jugendlichen vor den Gefahren des Konsums von elektronischen Zigaretten und elektronischen Shishas“ vom 3. März 2016 wurde in § 10 das Wort „Tabakwaren“ durch „und andere nikotinhaltige Erzeugnisse und deren Behältnisse“ ergänzt, sowie um die neuen Absätze 3 und 4 erweitert:
„(3) Tabakwaren und andere nikotinhaltige Erzeugnisse und deren Behältnisse dürfen Kindern und Jugendlichen weder im Versandhandel angeboten noch an Kinder und Jugendliche im Wege
des Versandhandels abgegeben werden.
(4) Die Absätze 1 bis 3 gelten auch für nikotinfreie Erzeugnisse, wie elektronische Zigaretten oder elektronische Shishas, in denen Flüssigkeit durch ein elektronisches Heizelement verdampft und die entstehenden Aerosole mit dem Mund eingeatmet werden, sowie für deren Behältnisse.“
§ 28 Absatz 1 Nummer 12 und 13 wurde wie folgt neu gefasst:
„12. entgegen § 10 Absatz 1, auch in Verbindung mit Absatz 4, ein dort genanntes Produkt an ein Kind oder eine jugendliche Person abgibt oder einem Kind oder einer jugendlichen Person das Rauchen oder den Konsum gestattet,
13. entgegen § 10 Absatz 2 Satz 1 oder Absatz 3,
jeweils auch in Verbindung mit Absatz 4, ein
dort genanntes Produkt anbietet oder abgibt,“
Diese Änderungen traten am 1. April 2016 in Kraft.

## Weitere Änderungen
Zum 1. Januar 2021 wurden Vorgaben zu Werbung für Tabakwaren und alkoholische Getränke im Rahmen von Filmveranstaltungen präzisiert.
Zum 1. Mai 2021 ist eine weitere Reform des Jugendschutzgesetzes in Kraft getreten, die u. a. aktuellen Risiken „wie beispielsweise eine sexuell motivierte Ansprache, also das sogenannte Cybergrooming, oder Kostenfallen und Mobbing“ begegnen soll, Online-Film- und Spieleplattformen zu einer auf transparenter Basis erstellten Alterskennzeichnung verpflichtet und die Schaffung einer Bundeszentrale für Kinder- und Jugendmedienschutz vorsieht. Zudem dürfen Kinder von 6 bis 12 Jahren seitdem in Begleitung einer erziehungsbeauftragten Person Filme im Kino ansehen, die von der FSK ab 12 Jahren freigegeben wurden.
Zum 14. Mai 2024 wurde der Begriff Telemedien durch den Begriff digitale Dienste ersetzt.

## Inhalt des Jugendschutzgesetzes

### Jugendschutz in der Öffentlichkeit

#### Gaststätten
Der Aufenthalt in Gaststätten darf Kindern und Jugendlichen unter 16 Jahren nur gestattet werden, wenn eine personensorgeberechtigte oder erziehungsbeauftragten Person sie begleitet oder wenn sie in der Zeit zwischen 5 Uhr und 23 Uhr eine Mahlzeit oder ein Getränk einnehmen. Jugendlichen ab 16 Jahren darf der Aufenthalt in Gaststätten ohne Begleitung einer personensorgeberechtigten oder erziehungsbeauftragten Person in der Zeit zwischen 24 Uhr und 5 Uhr morgens nicht gestattet werden. Es gelten keine Einschränkungen wenn Kinder und Jugendliche an einer Veranstaltung eines anerkannten Trägers der Jugendhilfe teilnehmen oder sich auf Reisen befinden.

#### Tanzveranstaltungen
Die Anwesenheit bei öffentlichen Tanzveranstaltungen ohne Begleitung einer personensorgeberechtigten oder erziehungsbeauftragten Person darf Kindern und Jugendlichen unter 16 Jahren nicht und Jugendlichen ab 16 Jahren längstens bis 24 Uhr gestattet werden. Eine Ausnahmeregelung gilt nur, wenn diese durch die zuständige Behörde genehmigt ist (§ 5 Abs. 3). Im Falle einer von anerkannten Trägern der Jugendhilfe initiierten Tanzveranstaltung ist es Jugendlichen unter 16 Jahren gestattet, sich bis 24 Uhr dort aufzuhalten.

#### Spielhallen und Glücksspiele
Kindern und Jugendlichen darf der Aufenthalt sowie die Teilnahme an Glücksspielen grundsätzlich nicht gestattet werden. Kinder und Jugendliche dürfen jedoch an Spielen mit Gewinnmöglichkeit auf Volksfesten, Schützenfesten, Jahrmärkten, Spezialmärkten oder ähnlichen Veranstaltungen teilnehmen wenn der Gewinn nur von geringem Wert ist (§ 6).

#### Jugendgefährdende Orte, Veranstaltungen und Betriebe
Kindern und Jugendlichen darf der Aufenthalt bei jugendgefährdenden Veranstaltungen und Betrieben nicht gestattet werden. Die zuständige Behörde kann je nach Art der körperlichen, geistigen oder seelischen Wohlgefährdung unter bestimmten Auflagen (wie Altersbegrenzungen und zeitliche Beschränkungen o. ä.) Ausnahmen zulassen (§ 7).
Kindern und Jugendlichen darf der Aufenthalt an jugendgefährdenden Orten grundsätzlich nicht gestattet werden. Die Polizei und andere zuständige Behörden haben zur unmittelbaren Abwehr der Kindes- und Jugendwohlgefährdung die Möglichkeit, den Minderjährigen zum Verlassen des Ortes anzuhalten, der erziehungsberechtigten Person zuzuführen oder, wenn keine erziehungsberechtigte Person erreichbar ist, in die Obhut des Jugendamtes zu bringen (§ 8).

#### Alkoholische Getränke
An Kinder und Jugendliche dürfen grundsätzlich keine branntweinhaltigen Getränke oder Lebensmittel, die Branntwein in nicht nur geringfügiger Menge enthalten, abgegeben werden, ebenso darf deren Konsum in der Öffentlichkeit durch Minderjährige nicht gestattet werden (§ 9 Abs. 1 Satz 1.). „Andere alkoholische Getränke“ dürfen nicht an Kinder und Jugendliche unter 16 Jahren abgegeben werden, ebenso darf deren Konsum durch unter 16-Jährige nicht gestattet werden. Jedoch sieht der Gesetzgeber eine Ausnahme vor: Jugendliche (die im Sinne des § 1 Abs. 1 als Minderjährige ab 14 Jahren gelten) darf der Konsum von nicht branntweinhaltigen alkoholischen Getränken im Beisein der personensorgeberechtigten Person gestattet werden.
Als branntweinhaltige Getränke gelten alle alkoholischen Getränke, die durch alkoholische Destillation erzeugt werden, wozu beispielsweise Wodka, Likör, Obstbrand, Whiskey, Rum, Tequila, Gin zählen. „Andere alkoholische Getränke“ gelten als solche, die durch alkoholische Gärung erzeugt werden, wozu Bier, Wein, Apfelwein, Met und Schaumwein zählen.
Des Weiteren dürfen alkoholische Getränke nicht in Automaten angeboten werden. Dies gilt nicht, wenn der Automat an einem für Kinder und Jugendliche unzugänglichen Ort aufgestellt ist oder in einem gewerblich genutzten Raum aufgestellt und durch technische Vorrichtungen oder durch ständige Aufsicht sichergestellt ist, dass Kinder und Jugendliche alkoholische Getränke nicht entnehmen können.

#### Tabakwaren und Rauchen
In Gaststätten, Verkaufsstellen oder sonst in der Öffentlichkeit dürfen Tabakwaren und andere nikotinhaltige Erzeugnisse und deren Behältnisse an Kinder oder Jugendliche weder abgegeben noch darf ihnen das Rauchen (auch nikotinfreie Erzeugnisse, wie elektronische Zigaretten oder elektronische Shishas) oder der Konsum nikotinhaltiger Produkte gestattet werden.
In der Öffentlichkeit dürfen Tabakwaren und andere nikotinhaltige Erzeugnisse und deren Behältnisse nicht in Automaten angeboten werden. Dies gilt nicht, wenn ein Automat
an einem Kindern und Jugendlichen unzugänglichen Ort aufgestellt ist oder durch technische Vorrichtungen oder durch ständige Aufsicht sichergestellt ist, dass Kinder und Jugendliche Tabakwaren und andere nikotinhaltige Erzeugnisse und deren Behältnisse nicht entnehmen können.
Tabakwaren und andere nikotinhaltige Erzeugnisse und deren Behältnisse sowie nikotinfreie Erzeugnisse, wie elektronische Zigaretten oder elektronische Shishas, dürfen Kindern und Jugendlichen weder im Versandhandel angeboten noch an Kinder und Jugendliche im Wege des Versandhandels abgegeben werden.

### Jugendschutz im Bereich der Medien

#### Filmveranstaltungen
In Kinos und andere öffentliche Filmveranstaltungen gelten folgende Regeln:
- Kinder unter 14 Jahren dürfen nur Filmveranstaltungen besuchen, die bis 20 Uhr beendet sind.
- Jugendliche unter 16 Jahren dürfen nur Filmveranstaltungen besuchen, die bis 22 Uhr beendet sind.
- Jugendliche unter 18 Jahren dürfen nur Filmveranstaltungen besuchen, die bis 24 Uhr beendet sind.

Auch hier hebt eine begleitende personensorgeberechtigte oder erziehungsbeauftragte Person die Einschränkungen auf. Davon unabhängig gelten jedoch weiterhin die Altersfreigaben der Filme als Kriterium. Ausgenommen hiervon sind Filme mit FSK 12. Diese dürfen von 6- bis 12-jährigen Kindern in Begleitung einer personensorgeberechtigten Person besucht werden.

#### Bildträger mit Filmen oder Spielen
Bildträger dürfen einem Kind oder einer jugendlichen Person in der Öffentlichkeit nur zugänglich gemacht werden, wenn die Programme von der obersten Landesbehörde oder einer Organisation der freiwilligen Selbstkontrolle im Rahmen des Verfahrens nach § 14 Abs. 6 für ihre Altersstufe freigegeben und gekennzeichnet worden sind oder wenn es sich um Informations-, Instruktions- und Lehrprogramme handelt, die vom Anbieter mit „Infoprogramm“ oder „Lehrprogramm“ gekennzeichnet sind.
Die Altersfreigabe muss auf der Frontseite der Hülle links unten auf einer Fläche von mindestens 1.200 Quadratmillimetern und dem Bildträger auf einer Fläche von mindestens 250 Quadratmillimetern angebracht werden. Die oberste Landesbehörde kann Inhalt, Größe, Form, Farbe und Anbringung der Zeichen anordnen und Ausnahmen zulassen.
Bildträger, die nicht oder mit „Keine Jugendfreigabe“ nach § 14 Abs. 2 von der obersten Landesbehörde oder einer Organisation der freiwilligen Selbstkontrolle im Rahmen des Verfahrens nach § 14 Abs. 6 oder nach § 14 Abs. 7 vom Anbieter gekennzeichnet sind, dürfen einem Kind oder einer jugendlichen Person nicht angeboten, überlassen oder sonst zugänglich gemacht werden, nicht im Einzelhandel außerhalb von Geschäftsräumen, in Kiosken oder anderen Verkaufsstellen, die Kunden nicht zu betreten pflegen, oder im Versandhandel angeboten oder überlassen werden.
Automaten zur Abgabe bespielter Bildträger dürfen auf Kindern oder Jugendlichen zugänglichen öffentlichen Verkehrsflächen, außerhalb von gewerblich oder in sonstiger Weise beruflich oder geschäftlich genutzten Räumen oder in deren unbeaufsichtigten Zugängen, Vorräumen oder Fluren nur aufgestellt werden, wenn ausschließlich nach § 14 Abs. 2 Nr. 1 bis 4 (bis zur Freigabe „Freigegeben ab sechzehn Jahren“) gekennzeichnete Bildträger angeboten werden und durch technische Vorkehrungen gesichert ist, dass sie von Kindern und Jugendlichen, für deren Altersgruppe ihre Programme nicht nach § 14 Abs. 2 Nr. 1 bis 4 freigegeben sind, nicht bedient werden können.

### Tabellarische Zusammenfassung
| Paragraph                                                     | Beschreibung | Altersstufe     | Altersstufe     | Altersstufe     |
| Paragraph                                                     | Beschreibung | Unter 14 Jahren | Unter 16 Jahren | Unter 18 Jahren |
| ------------------------------------------------------------- | --- | --------------- | --------------- | --------------- |
| (§ 4 JuSchG) Gaststätten                                      | Aufenthalt in Gaststätten | Beschränkt 1 2  | Beschränkt 1 2  | bis 24 Uhr 2    |
| (§ 4 JuSchG) Gaststätten                                      | Aufenthalt in Gaststätten - bei Besuch einer Veranstaltung eines anerkannten Trägers der Jugendhilfe oder - bei Reisen               | ja              | ja              | ja              |
| (§ 4 JuSchG) Gaststätten                                      | Aufenthalt in Nachtbars, Nachtclubs oder ähnlichen Vergnügungsbetrieben                                                              | nein            | nein            | nein            |
| (§ 5 JuSchG) Tanzveranstaltungen                              | Anwesenheit bei öffentlichen Tanzveranstaltungen                                                                                     | Beschränkt 2    | Beschränkt 2    | bis 24 Uhr 2    |
| (§ 5 JuSchG) Tanzveranstaltungen                              | Anwesenheit bei Tanzveranstaltungen - von anerkannten Trägern der Jugendhilfe oder - zur Brauchtumspflege / künstlerische Betätigung | bis 22 Uhr      | bis 24 Uhr      | bis 24 Uhr      |
| (§ 6 JuSchG) Spielhallen, Glücksspiele                        | Anwesenheit in öffentlichen Spielhallen und Teilnahme am Glücksspiel                                                                 | nein            | nein            | nein            |
| (§ 7 JuSchG) Jugendgefährdenden Veranstaltungen und Betrieben | Anwesenheit bei jugendgefährdenden Veranstaltungen und Betrieben                                                                     | nein            | nein            | nein            |
| (§ 8 JuSchG) Jugendgefährdenden Orte                          | Aufenthalt an jugendgefährdenden Orten                                                                                               | nein            | nein            | nein            |
| (§ 9 JuSchG) Alkoholische Getränke                            | Abgabe und Konsum von Branntweinhaltigen Getränken                                                                                   | nein            | nein            | nein            |
| (§ 9 JuSchG) Alkoholische Getränke                            | Abgabe und Konsum von anderen alkoholischen Getränken (Bier, Wein, Sekt etc.)                                                        | nein            | Beschränkt 3    | ja              |
| (§ 10 JuSchG) Rauchen in der Öffentlichkeit, Tabakwaren       | Abgabe und Konsum von Tabakwaren, E-Zigaretten und Shishas                                                                           | nein            | nein            | nein            |
| (§ 11 JuSchG) Filmveranstaltungen                             | Besuch von Filmveranstaltungen | bis 20 Uhr 2 4  | bis 22 Uhr 2 4  | bis 24 Uhr 2 4  |
| (§ 12 JuSchG) Bildträger mit Filmen oder Spielen              | Abgabe von Bildträgern mit Filmen oder Spielen                                                                                       | Ja 4            | Ja 4            | Ja 4            |
| (§ 13 JuSchG) Bildschirmspielgeräte                           | Nutzung elektronischer Bildschirmspielgeräte                                                                                         | Ja 4            | Ja 4            | Ja 4            |

## Was das Jugendschutzgesetz nicht regelt
- Vom Jugendschutzgesetz nicht geregelt wird die Abgabe von Gefahrstoffen und potentiell gefährlichen Stoffen wie pyrotechnischen Gegenständen. Diese sind kein Bestandteil des Jugendschutzgesetzes, sondern werden durch andere Gesetze (z. B. Sprengstoffrecht) geregelt.
- Entgegen der landläufigen Meinung regelt weder das JuSchG noch ein anderes Gesetz, zu welchen Zeiten sich Jugendliche in der Öffentlichkeit, zum Beispiel auf Straßen, aufhalten dürfen, obwohl Überlegungen, eine solche Regelung einzuführen, schon diskutiert wurden.
- Zwar dürfen seit dem 1. September 2007 Tabakprodukte aller Art nicht mehr an Kinder und Jugendliche unter 18 Jahren abgegeben werden, jedoch gibt es bis heute im Jugendschutzgesetz keine Regelung bezüglich der Abgabe von Zubehör, welches zum Tabakrauchen verwendet wird wie etwa Stopf- und Drehmaschinen für losen Tabak sowie den dazu notwendigen Blättchen, Filtern, Zigarettenhülsen sowie Bongs oder Wasserpfeifen.
- Vom Jugendschutzgesetz wird auch nicht geregelt, ob auf Veranstaltungen potentiell gefährliche Verhaltensweisen wie Pogo tanzen zulässig sind. Auch sind in diesem Gesetzeswerk keine Passagen für die Ausübung potentiell gefährlicher Sportarten enthalten oder den Besuch solcher Orte, an denen derartige Sportarten ausgeübt werden.